# 帯広刑務所

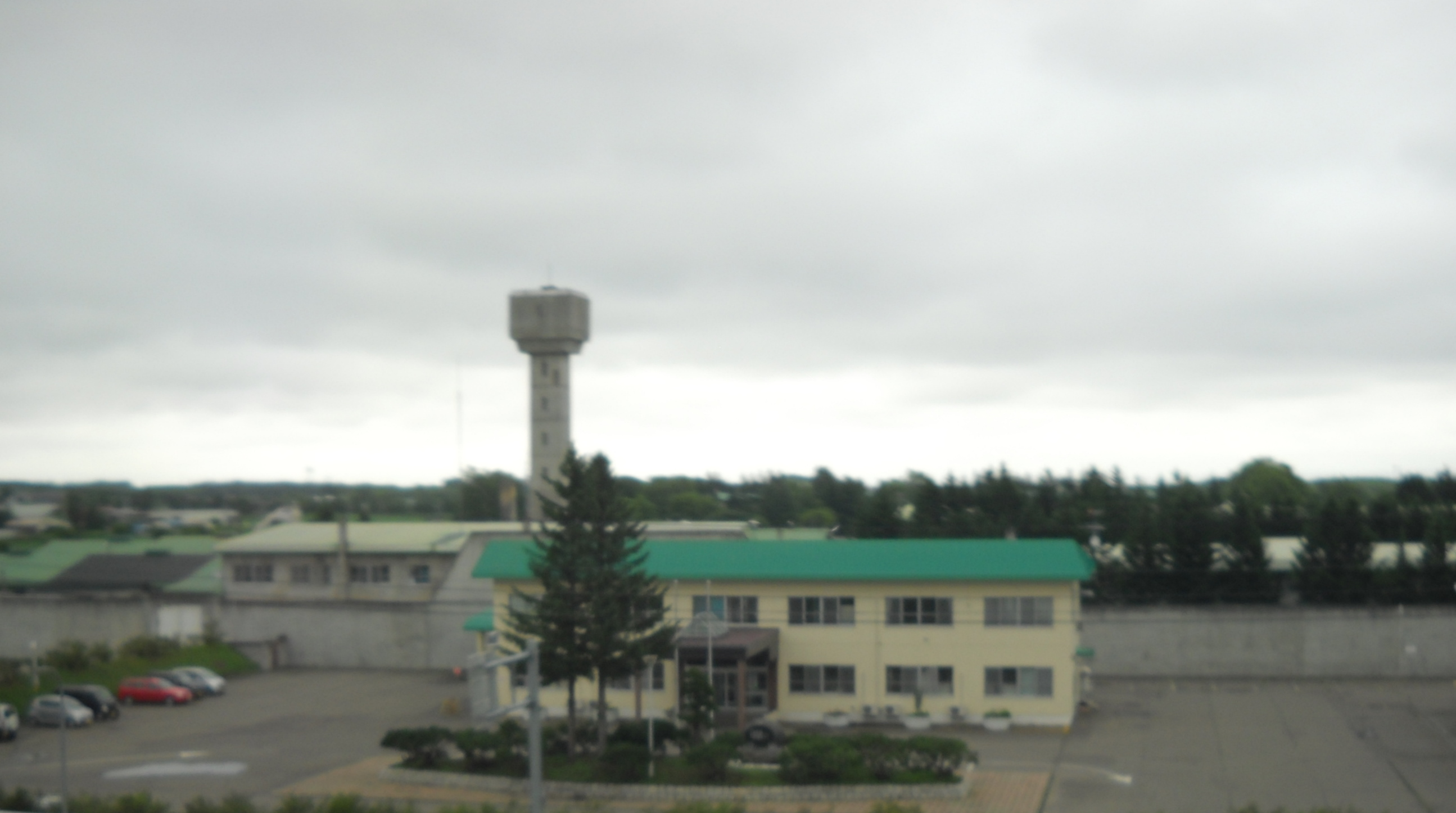
帯広刑務所庁舎（手前）と刑務所（後方）

帯広刑務所（おびひろけいむしょ）は、法務省矯正局の札幌矯正管区に属する刑務所。2027年4月閉庁し、新たに帯広刑務支所になる予定。

## 所在地
- 北海道帯広市別府町南13-33
  - JR北海道 根室線 帯広駅から車で約15分
  - 北海道道216号八千代帯広線に面している。

## 収容分類級
収容分類級は以下のとおり。
- B級 - 再犯者および暴力団構成員の短期（8年未満）処遇を目的とする刑務所である。

## 収容定員
- 512人

## 沿革
- 1893年（明治26年）3月 : 北海道集治監釧路分監帯広外役所として開設。
- 1895年（明治28年）4月 : 北海道集治監十勝分監として開庁[1]。
- 1903年（明治36年）4月 : 十勝監獄として独立[2]。
- 1922年（大正11年）10月 : 十勝刑務所へ改称[3]。
- 1924年（大正13年）4月 : 釧路刑務所に統合し、釧路刑務所帯広支所となる[4][5]。
- 1936年（昭和11年）4月 : 網走刑務所の所管となり、網走刑務所帯広刑務支所となる[6]。
- 1939年（昭和14年）11月 : 帯広少年刑務所として再び独立[7]。
- 1943年（昭和18年）8月 : 官制改正により帯広刑務所へ改称。再び成人受刑者の収容施設となる[8][9]。
- 1951年（昭和26年）3月 : 士幌農場開設。
- 1976年（昭和51年）10月 : 帯広市緑ケ丘三番地から帯広市別府町南13-33へ移転。
- 1977年（昭和52年）4月 : 収容区分の改正により、B級収容施設となる。
- 1981年（昭和56年）6月 : 別府農場開設。
- 1994年（平成6年）11月 : 士幌農場廃止。
- 2007年（平成19年）4月1日 : 釧路刑務支所（旧・釧路刑務所）の所管を開始[10]。
- 2027年  (令和9年)   4月 : 建物の老朽化や、受刑者数の減少により、帯広刑務所は帯広刑務支所に縮小予定[11]。

## 組織
所長の下に2部1課を持つ2部制である。
- 総務部（庶務課、会計課、用度課）
- 処遇部（処遇部門、企画部門）
- 医務課

## 外観・設備
木工・印刷・金工工場が設置されているほか、農場および各種作業工場も設置されている。農場では豊かな自然環境の下、小豆などが栽培されている。